# Wilhelm Gärtner
Wilhelm Gärtner (magyarosan: Gärtner Vilmos, Reichenberg, Csehország, 1811. május 4. – Pozsony, 1875. augusztus 7.) egyetemi tanár. 

## Élete
Teologiát tanult és mint világi pap a leitmeritzi egyházkerületben szentelték föl. Később Bécsbe ment és ott az egyetemnél ünnepi egyházi szónok és a katonai leány-nevelőintézetben Erdberg külvárosban hitoktató lett. 1852-ben kinevezték a pesti egyetemen a német nyelv és irodalom tanszékére, mely az 1850-51. tanévben helyettes tanár által töltetett be, és október 12-én tartotta beköszöntőjét. Az alkotmányos kormányzás kezdetén (1861) nyugdíjazták, és ekkor Pozsonyba vonult. 

## Munkái
- Mac Lalor oder muss es eine Kirche geben? und welche? Novelle. Leipzig, 1845, két kötet
- Die Taktik der Römlinge, aus anti-Ronge'schen Schriften nachgewiesen. Dresden, 1845
- Amadäus. Dramatisches Märchen in 5 Handlungen. Wien. 1845
- Andreas Hofer. Trauerspiel in 5 Aufzügen. Leipzig, 1845
- Kaleidoskop. Novellen. Wien, 1845
- Simson. Tragödie in 5 Handlungen. Wien, 1849
- Katholisches Kirhenthum behandelt in zwanzig Kirchenreden mit besonders kritischer Wahrnehmung des sogenannten Deutschkatholizismus; nebst einem Anhange: Fresken aus dem Kreutzgange. Wien, 1849
- Was haben uns die versammelten Bischöfe gebracht? ein freies ehrliches Wort. Wien, 1851, két füzet
- Eröffnungsrede zu den Vorträgen für deutsche Sprache und Literatur-Wissenschaft an der k. k. Pesther Universität, geh. am 12. October 1852. Pesth, 1852
- Die Welt, angeschaut in ihren Gegensätzen: Geist und Natur. Zugleich eine kritische Entgegnung auf die modernen Theorien vom «Geiste in der Natur». Ein Beitrag zur katholischen Wissenschaft. 2. Auflage. Wien, 1852
- Sammlung katholischer Lieder für die reifere Jugend. Wien, 1852-54, négy kötet
- Te Deum laudamus, Grosses katholisches, geistliches Lieder-buch auf Grund katholischer Gesangbücher, Anthologien und literarischer Denkmäler aus allen christlichen Zeiträumen gesammelt, geordnet, und versehen mit einer einleitenden, kritischen Abhandlung über das kath. kirchliche Lied überhaupt, und über das deutsche insbesondere. Wien, 1854-57, három kötet
- Die Begründung der österreichischen Herrschaft über Ungarn, die Türkenzeit daselbst und der Befreiungskrieg. Ein Beitrag zur vaterländischen Geschichtskunde für Bürger und Bürgerssöhne, insbesondere für die Bildungsstufe der höheren Bürgerschule im österreichischen Kaiserthume. Wien, 1856
- Kaiserlieder. Fest-und Denkblätter. Pesth. 1857
- Die Krone aller Kronen! Ein Wort aus dem Herzen, Allerhöchst Ihren Majestäten bei Anlass des allergnädigsten Besuches in J. 1857. Dargebracht im Namen der k. k. Universität zu Pesth. Ofen, 1857
- Chuonrad, Prälat von Göttweih und das Nibelungenlied. Eine Beantwortung der Nibelungenfrage in künstlerischer und historischer Hinsicht. Wien und Pesth, 1857
- Beleuchtungen. Ein Nachwort zu meiner Nibelungenschrift und eine Antwort auf die Kritik des Herrn Joseph Diemer. Wien und Pesth, 1857
- Des Himmels Kuss. Huldigungs-Klänge, Allerhöchst Ihrer Majestät der... Kaiserin Elisabeth... Im Namen Fürsterzbischöfl. Primatial-Capitels und des gesammten Clerus zu Gran im J. 1857. Wien und Pesth, 1857
- Der Königs-Saal, Fest-Gedicht der k. k. Pesther Universität zur Feier der durch... Kardinal-Fürst-Primas, Erzbischof von Gran... vollzogenen Wieder-eröffnung der... Universitäts-Kirche im J. 1858. am. 28. Dezember. Wien und Pesth, 1858
- Aus der Wüste. Gedichte. Wien, 1859

Arcképe: kőnyomat, rajzolta Nitschner József 1849-ben, nyomt. Höfelich J. Bécsben, a 6. sz. munkája mellett. 